# Constantino (avô de Constantino)
Constantino (em latim: Constantinus) foi um nobre do século VI, ativo sob o imperador Justiniano (r. 527–565). Era filho de Hiério e irmão de Antêmio, Alexandre e Caliópio, pai de Hiério e avô de Constantino. Segundo testamento de seu pai, recebeu residência em Constantinopla, outra em Antioquia e propriedade suburbana em Coparia, nas imediações de Constantinopla, que legaria a seu filho através dum codicilo quando tornou-se homem magnificentíssimo. Posteriormente tornou-se homem gloriosíssimo e já estava morto cerca de 555.